# Холон
Холон (на иврит: חולון) е град в Израел, южно от Тел Авив. Селището е основано през 1934 г. Холон наброява 192 624 жители (по приблизителна оценка от декември 2017 г.). В района на града се намира втората по големина индустриална зона в Израел след Хайфа.